# Roman Reloaded (canción de Nicki Minaj)
«Roman Reloaded» —en español: «Recargado por Roman» es el segundo sencillo de Nicki Minaj promocional del disco Pink Friday: Roman Reloaded, publicado el 24 de febrero de 2012. El sencillo promocional fue lanzado exclusivamente para iTunes el 24 de febrero de 2012. Fue planeado originalmente para ser el primer sencillo urbano principal de Pink Friday: Roman Reloaded el 6 de marzo de 2012, pero fue cambiado a la canción de Minaj con Chris Brown, "Right By My Side".
Muchos elogiaron la dureza y afiliación de la pista (algunos incluso diciendo que debe ser presentado en Kill Bill 3) y muchos versos de Minaj también elogió en la canción. Muchos, sin embargo, no disfrutaron de la poesía de Wayne frenética al final (respiración pesada y esta línea, "Bueno, eso es porque mi perra es Nina Ross, y / BANG BANG BANG ...") Hace una pequeña referencia a la masacre de la escuela secundaria de columbine en 1999
Tras su lanzamiento, la canción llegó en el top 200 de iTunes, pero al final no pudo hacer un gran impacto. A continuación, cuando Pink Friday: Roman Reloaded fue lanzado, la canción impulsó las ventas y disparó de nuevo en el top 200.
- Datos: Q16626058